# Saint-Aubin-Routot
Saint-Aubin-Routot är en kommun i departementet Seine-Maritime i regionen Normandie i norra Frankrike. Kommunen ligger i kantonen Saint-Romain-de-Colbosc som tillhör arrondissementet Le Havre. År 2022 hade Saint-Aubin-Routot 1 972 invånare.

## Befolkningsutveckling
Antalet invånare i kommunen Saint-Aubin-Routot
| Referens: INSEE |